# La leyenda de Wenlong
La leyenda de Wenlong es una antigua historia del folclore popular de origen chino de la etnia han, que fue adoptada muy pronto por varios grupos de personas en el sur de China, incluyendo a los zhuang. También es conocido por el nombre de la ópera china asociada «Liu Wenlong y el espejo de castaño de agua». Ahora es una canción tradicional del pueblo zhuang que se canta en el Festival del bote del Dragón en algunos lugares.
"La versión perdida de la ópera Nanxi, de «Liu Wenlong y el espejo de castaño de agua» es la fuente de las versiones encontradas entre los pueblos zhuang, dong, buyei, maonan y mulao del sur de China". La historia tiene al menos 800 años de antigüedad y sigue siendo una forma de entretenimiento cultural hasta el día de hoy, tanto como una ópera tradicional de los zhuang, como dentro de un número de adaptaciones de ópera china.

## Origen y versión Nanxi perdida
En la dinastía Ming del siglo XVI, el famoso pintor, poeta, escritor y dramaturgo Xu Wei menciona «La leyenda de Wenlong» en una lista de 65 óperas Nanxi, de la dinastía Song del siglo XII bajo el título 刘文龙菱花镜 («Liu Wenlong y el espejo de castaño de agua»). Sin embargo, todas las copias de esta ópera se han perdido. La Enciclopedia Yongle del siglo XV, la mayor enciclopedia conocida de la época, menciona la obra de ópera «Liu Wenlong».

## Versión zhuang
Aunque la versión original se ha perdido, el contenido general de «Liu Wenlong y el espejo de castaño de agua» todavía se conoce hasta cierto punto. Una comparación de los papeles y la trama deja claro que la versión de los zhuang está adaptada de esta obra de una ópera perdida. Puesto que no hay registro de cuándo tuvo lugar su transición del chino, se supone que ocurrió a partir de la dinastía Song, muy probablemente durante la dinastía Ming. Se ha conservado en forma escrita utilizando el sistema tradicional de la antigua escritura zhuang con caracteres sawndip desde las dinastías Ming o Qing. Aunque su longitud varía, la mayoría de los manuscritos de sawndip tienen unas 500 líneas de longitud. Algunas versiones tienen cinco caracteres por línea y otras siete caracteres por línea.

### Sinopsis
La historia a veces se desarrolla en la dinastía Tang. En su adolescencia, Wenlong se casa con Lanshi, por un arreglo de sus padres. Ambos son inteligentes y guapos. La joven pareja se quiere mucho. Debido a que Wenlong es tan brillante, el Emperador le ordena ir a la capital para convertirse en un oficial. Cuando se despiden, como recordatorio de fidelidad, la pareja parte un espejo de metal en dos, y Lanshi le da a Wenlong uno de un par de zapatos que ella misma se ha hecho y se queda con el otro. Están separados por muchos años pero se mantienen fieles el uno al otro. Mientras Wenlong no está, Wenzong intenta cortejar a la bella Lanshi para que se convierta en su esposa. Incluso dice que Wenlong debe estar muerto, pero Lanshi se niega a casarse con él. Incapaz de convencer a Lanshi, Wenzong habla con sus padres y finalmente los convence de que estén de acuerdo, porque Wenlong lleva 15 años desaparecido. La fecha de la boda se fija para unos días. Wenlong tiene un sueño vívido de su casa y al día siguiente sale de la capital para regresar allí. La historia termina con el retorno de Wenlong el día de la boda de Wenzong y Lanshi. Wenlong, cerca de su ciudad natal, conoce a una mujer que llora junto al río, y al hablar con ella descubre que es su esposa. Wenlong tiene el zapato hecho por su esposa muchos años antes y su esposa luego trae el otro zapato que ella ha mantenido a salvo durante todos estos años. Por fin se han reunido y son felices. En algunas versiones hay un final más largo que cuenta cómo Wenlong y Wenzong luchan y termina con Wenzong siendo decapitado justamente.

## Versiones modernas de la ópera china
Aunque a veces la academia, la calumnia por no estar basada en Liu Wenlong y el espejo de castaño de agua, varias formas de ópera china moderna tienen historias de Wenlong. Una de ellas es 刘文龙上京 («Liu Wenlong va a la capital»), en la ópera de Huangmei. Otra es la ópera de Zheng Chaoyang de 1999 洗马桥, su propia adaptación de la tradicional, en la que Wenlong proviene de Wenzhou.

## Versión dong
Una versión dong 门龙 (chino: Menlong) pertenece a la misma tradición que Liu Wenlong y las versiones Water-chestnut Mirror de los zhuang.

## Debate
La relación entre «Liu Wenlong y el espejo de castaño de agua» y otras óperas con manuscritos existentes es el tema del debate en curso. Mientras que la ópera de Nanxi todavía se considera perdida, se han encontrado copias de óperas chinas posteriores que tienen historias similares. Por ejemplo, el trabajo de la Dinastía Ming 刘希 必 金 钗 记 (lit. "Historia de la horquilla dorada de Liu Xibi"), una copia de la cual se descubrió en 1975 en Guangdong, puede tener una fuente común con «Liu Wenlong y el Espejo de agua y castañas». Algunos argumentan que es una adaptación. Otras versiones incluyen el manuscrito tardío de la dinastía Qing de 100 años de 赶考 ("Liu Wenlong toma el examen de servicio civil"), descubierto en 1952 en Anhui. En 1960 en Fuijan, entre el descubrimiento de una docena de manuscritos de Nanxi, había un manuscrito parcial titulado simplemente "Liu Wenlong". Estos descubrimientos proporcionan tema para la investigación académica y su progreso.

## Publicación de las versiones zhuang
En 1987, una traducción al chino de la versión zhuang de Lan Hong'en, se publicó bajo el título "文 龙 与 肖尼" ("Wenlong y Xiaoni"), por la cual a veces es más conocida.
En 1998, la Oficina de Literatura Antigua de las Minorías de Guangxi imprimió una versión de Youjiang Zhuang llamada "唱 文 隆" ("La leyenda de Wenlong"). Tiene 488 líneas de largo con siete caracteres sawndip en cada línea y una traducción al chino en el lado opuesto de la página.
En 2006, una versión de Pingguo, también en sawndip, realizada por 潘 润 环, también tiene 488 líneas de largo en estrofas de cuatro líneas pero con cinco únicos caracteres por línea. El título chino es "唱 文 隆", el título en Zzhuang "Fwen Vwnzlungz" y el título de sawndip "𠯘 文 隆".

## Nombres de los personajes
Los nombres de los personajes en la historia y los caracteres utilizados para escribirlos varían en diferentes versiones. Para facilitar la lectura, las mismas representaciones en inglés de los nombres se usan generalmente en este artículo.